# May Jordan McConnel
Mary Emma "May" Jordan McConnel (6 de setembro de 1860 – 28 de abril de 1929) foi uma sindicalista e sufragista australiana. Ela foi a primeira organizadora sindical salariada em Queensland.

## Vida
McConnel, nascida Jordan, nasceu em 6 de setembro de 1860 em Brisbane, filha do político Henry Jordan e sua esposa, Elizabeth (nascida Turner). Ela se formou como professora e enfermeira. Ela trabalhou como secretária do Sindicato das Alfaiates, esteve fortemente envolvida na formação do Sindicato das Mulheres de Brisbane, foi tesoureira da Associação dos Direitos Igualitários da Mulher e secretária geral inaugural da seção feminina da Federação Australiana do Trabalho. Foi na Federação do Trabalho que ela começou a trabalhar como organizadora em 1890.
Em março de 1890, ela ficou noiva de David Rose McConnel (primeiro Diretor do Colégio Técnico Central em Brisbane). Eles se casaram em Sherwood no dia 24 de dezembro de 1890, anunciando que ela não pretendia abandonar sua posição na Federação do Trabalho. Em fevereiro de 1891, ela foi nomeada para um comitê do Governo de Queensland para investigar as condições de trabalho em lojas, fábricas e oficinas. Os filhos gêmeos, Alexander McLeod e Winifred Henry, nasceram prematuramente em 5 de agosto de 1891 e ambos morreram aos seis meses de idade em 1892. Outro filho não identificado morreu ao nascer em 22 de outubro de 1892. Os filhos Frederic Jordan e David Ewen nasceram em 11 de setembro de 1894 e 15 de abril de 1900, respectivamente. Em março de 1905, como membro da Sociedade de Prevenção da Crueldade de Queensland, ela fez lobby para que a legislação sobre crianças negligenciadas fosse emendada.

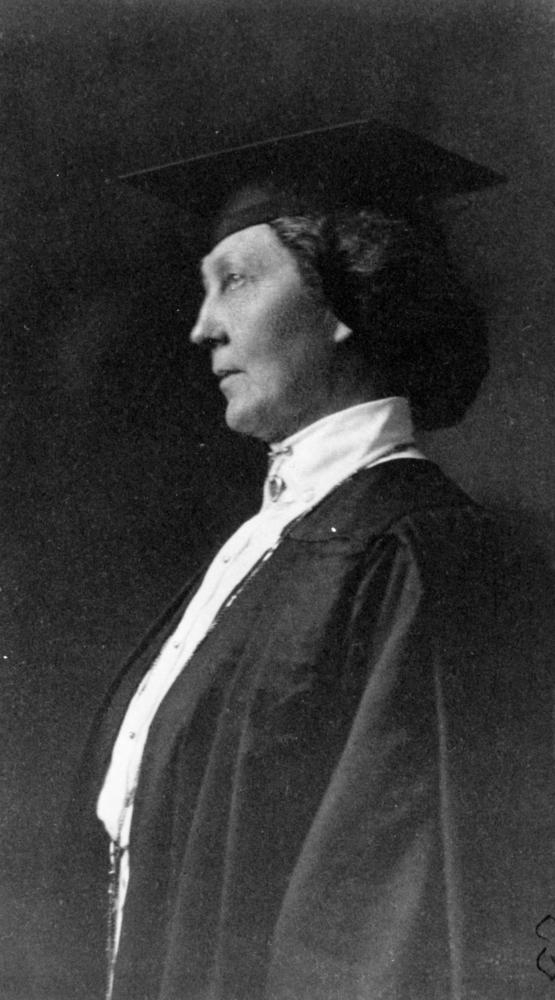
May Emma McConnel

A família deixou Brisbane em 1910 e foi para o Reino Unido e então para os Estados Unidos. Ao partir, ela doou sua casa, Robgill, em Indooroopilly para a Igreja Metodista utilizá-la como um lar infantil ou outro propósito filantrópico, resultando na abertura do Lar para Crianças Queen Alexandra em 1910 com seis crianças, mas em 1912 o lar infantil foi transferido para um propriedade maior, Hatherton, em Coorparoo.
Ela morreu na Califórnia em 28 de abril de 1929. Seu marido morreu em Toowoomba em 22 de novembro de 1940; ele foi cremado no Crematório de Mount Thompson e suas cinzas espalhadas no Colégio Técnico Central de acordo com seus desejos.
Um perfil biográfico de May Jordan McConnel aparece no livro de Heather Grant, de 2005, Great Queensland Women.